# Valentina Jurinová
Valentina Jurinová (rusky: Валентина Юрина, * 25. května 1985 Jekatěrinburg) je bývalá ruská reprezentantka ve sportovním lezení. Vítězka světového poháru, vicemistryně světa a Evropy v lezení na rychlost.

## Výkony a ocenění
- nominace na Světové hry 2005 v německém Duisburgu, kde skončila čtvrtá
- v celkovém hodnocení světového poháru získala pět medailí (1/2/2)
- nominace na prestižní mezinárodní závody Rock Master v italském Arcu

### Závodní výsledky
| Světové hry | Světové hry |
| Rok         | 2005        |
| ----------- | ----------- |
| Rychlost    | 4           |

| Arco Rock Master | Arco Rock Master | Arco Rock Master |
| Rok              | 2009             | 2010             |
| ---------------- | ---------------- | ---------------- |
| Rychlost         | 5                | 18               |

| Mistrovství světa | Mistrovství světa | Mistrovství světa | Mistrovství světa | Mistrovství světa                                | Mistrovství světa |
| Rok               | 2003              | 2005              | 2007              | 2009                                             | 2011              |
| ----------------- | ----------------- | ----------------- | ----------------- | ------------------------------------------------ | ----------------- |
| Rychlost          | 3                 | 2                 | 3                 | 7 (nestandardní cesta) 9 (15 m standardní cesta) | 21                |

| Světový pohár | Světový pohár | Světový pohár | Světový pohár | Světový pohár | Světový pohár |
| Rok           | 2002          | 2003          | 2005          | 2006          | 2009          |
| ------------- | ------------- | ------------- | ------------- | ------------- | ------------- |
| Rychlost      | 3             | 1             | 2             | 2             | 3             |
| jednotlivě*   |               |               |               |               |               |

* poznámka: nalevo jsou poslední závody v roce
| Mistrovství Evropy | Mistrovství Evropy | Mistrovství Evropy | Mistrovství Evropy |
| Rok                | 2004               | 2006               | 2010               |
| ------------------ | ------------------ | ------------------ | ------------------ |
| Rychlost           | 2                  | 3                  | 11                 |

| Mistrovství světa juniorů | Mistrovství světa juniorů | Mistrovství světa juniorů | Mistrovství světa juniorů | Mistrovství světa juniorů | Mistrovství světa juniorů |
| Rok                       | 1999                      | 2000                      | 2001                      | 2003                      | 2004                      |
| ------------------------- | ------------------------- | ------------------------- | ------------------------- | ------------------------- | ------------------------- |
| Rychlost                  |                           |                           |                           |                           |                           |

| Evropský pohár juniorů | Evropský pohár juniorů |
| Rok                    | 2001                   |
| ---------------------- | ---------------------- |
| Rychlost               |                        |
| jednotlivě*            |                        |

* poznámka: nalevo jsou poslední závody v roce